# Шияны (Лебединский район)
Шияны (укр. Шияни) — село,
Голубовский сельский совет,
Лебединский район,
Сумская область,
Украина.
Село ликвидировано в 1988 году .

## Географическое положение
Село Шияны находится в урочище Покутное на расстоянии до 1 км от сёл
Серобабино, Федорки и Маньки.

## История
- 1988 — село ликвидировано [1].